# Festival de Verona
El Festival de Verona es un célebre festival de ópera que se celebra cada verano desde 1913 en el anfiteatro romano de Verona, en Italia. Se representan cuatro óperas cada año, a veces acompañadas de conciertos de música sinfónica o de ballet.

## Historia
La primera temporada fue la de 1913, año del centenario del nacimiento de Giuseppe Verdi, ocasión para la que se escogió representar Aida. Su origen fue una idea del tenor Giovanni Zenatello y de su esposa, la mezzosoprano María Gay. Aida fue el único título que se representó en 1913 y 1914. En total han desfilado por el Festival 58 óperas diferentes para el anfiteatro romano admirablemente conservado, pero Aida sigue siendo la más popular de todas.
Desde 1976 la organización ha expandido sus actividades artísticas de octubre a mayo en el Teatro Filarmónico reconstruido, después de su destrucción en la Segunda Guerra Mundial.